# Apoglaesoconis swolenskyi
Apoglaesoconis swolenskyi is een insect uit de familie van de dwerggaasvliegen (Coniopterygidae), die tot de orde netvleugeligen (Neuroptera) behoort. 
De wetenschappelijke naam Apoglaesoconis swolenskyi is voor het eerst geldig gepubliceerd door Grimaldi in 2000.